# خوان ایگناسیو سیراک ساستوراین
خوان ایگناسیو سیراک ساستوراین (اسپانیایی: Juan Ignacio Cirac Sasturain‎؛ زاده ۱۱ اکتبر ۱۹۶۵) فیزیک‌دان اهل اسپانیا است.
وی همچنین برنده جوایزی همچون جایزه ولف در فیزیک شده‌است.